# Товарне виробництво
Това́рне виробни́цтво — виробництво, у якому продукти праці призначаються не для власного споживання, а для обміну через ринок шляхом купівлі-продажу.
Товарне виробництво — така система організаційно-економічних відносин, за якої корисні продукти створюються для їхнього продажу на ринку. Система товарного виробництва має три найважливіші специфічні ознаки:
- відкрите господарство
- розподіл праці
- непрямі зв'язки.

Ці ознаки визначають відповіді на основні проблеми будь-якої економічної системи: що створювати, як застосовувати для цього фактори виробництва і для кого призначаються вироблені продукти.
Розглянемо докладніше кожну з вищезгаданих основних рис товарного господарства.
По-перше, товарне виробництво ґрунтується на суспільному поділі праці, що склався між окремими господарськими одиницями. Розвиток поділу праці передбачає прогрес виробництва: зростання кваліфікації і вміння працівників, а також винайдення машин, що полегшують і скорочують працю, дозволяють одній людині виконувати роботу декількох. Збільшення виробництва благ на спеціалізованому підприємстві створює можливість і необхідність обмінювати їх надлишок на масу корисних речей, створених на іншому виробництві.

## Причини виникнення та еволюція товарного виробництва
Товарне виробництво існувало вже 5—7 тисячоліть тому, за часів первісного суспільства. Тією чи іншою мірою воно було поширене в різних соціально-економічних системах. Так, автори посібнику «Україна і світ», характеризуючи економіку Стародавньої Греції, звертають увагу на те, що широкого розвитку набули у грецьких містах грошовий обіг і товарне виробництво. Щодо нашої країни, то тут вже на початку ХІІІ століття з'являється тенденція товарного ремесла, коли предмети вироблялися не тільки на замовлення, а й на продаж. Отже, існують спільні для різних історичних епох причини виникнення товарного виробництва.
Товарному виробництву властиві особливі сили розвитку, які виявилися в зародковій формі вже на початкових етапах виникнення елементів товарної системи, що протягом тисячоліть перетворилася на загальну форму виробництва. До них належать сили руху та постійного розвитку і вдосконалення виробництва, сили саморозвитку, саморегулювання. Якщо економіка тієї чи іншої країни пов'язана з товарним виробництвом, то держава (центр) не може зупинити розвиток виробництва, продуктивних сил, а може стати лише гальмом чи, навпаки, сприяти цьому розвиткові.
Економічна відособленість товаро-виробників
Безпосередньою причиною виникнення товарного виробництва є економічна відособленість товаровиробників — це таке становище, за якого вони самостійно вирішують питання господарської діяльності: що виробляти, якими засобами, які ресурси використовувати тощо (госпрозрахунок).
Економічна відособленість товаровиробників нероздільно пов'язана з розвитком приватної власності на засоби виробництва та економічною і юридичною свободою виробника і передбачає самостійне розпорядження виробленою продукцією, володіння нею, її відчуження і використання відповідно до власних інтересів. Тому економічне відособлення невіддільне від власності на засоби виробництва і продукцію, що виробляється.
На певному ступені суспільного поділу праці економічний зв'язок різних власників неминуче виступає у товарній формі.
3 економічною відособленістю товаровиробників нерозривно пов'язані еквівалентність і відплатність їх відносин. Це є однією із загальних корінних ознак товарного виробництва і обміну. Товарне господарство виникає також через наявність суперечності між виробництвом і споживанням, невідповідність споживної вартості вироблених благ потребам суспільства та його членів. Це вимагає обов'язкового визнання споживачами виробленої продукції апостеріорі, тобто що ґрунтуються на певному досвіді. Відсутність саме такого визнання фактично означає відсутність товарного господарства і товарної форми господарювання. В натуральному господарстві споживачі також користуються продуктами не лише особистої праці, а й праці своїх одноплемінників. Однак вони отримують свою частину без права відкинути її або вільно обирати іншого виробника. Як конкретно-історичний тип організації суспільного виробництва, товарне господарство характеризується постійним рухом уперед.
Товарне виробництво й обіг у своєму розвитку проходять дві стадії: нижчу — бартерне господарство, вищу — грошове господарство.
В бартерному будь-який товар можна безпосередньо обміняти на будь-який інший без використання грошей. У грошовому існує особливий товар — гроші, який можна обміняти на будь-який інший товар, а останній — на гроші. В господарстві, заснованому на грошовому обміні, суспільні витрати нижчі, ніж там, де обмін здійснюється за допомогою бартеру.
Основні загальні ознаки товарного виробництва не залежать від специфіки економічної системи. До них належать:
- суспільний поділ праці
- економічна відособленість виробників
- еквівалентність відносин
- ринковий зв'язок між виробниками і споживачами
- визнання суспільного характеру праці через ринок
- здійснення економічних процесів у товарно-грошових формах шляхом купівлі-продажу
- виробництво для обміну і в розрахунку на вигоду
- конкуренція.

Серед них також відкритість системи відносин, існування таких категорій, як товар, вартість, мінова вартість тощо, і законів товарного виробництва та обігу. Ці ознаки мають такий самий об'єктивний характер, як і товарне виробництво та обіг.

### Чинники, що зумовлюють товарне виробництво
Першою з цих причин слід вважати суспільний поділ праці, який змінюється відповідно до вдосконалення знарядь праці. Технічний прогрес не має часових меж, отже необмеженим є і розвиток поділу праці в суспільстві, а отже вдосконалення товарного виробництва. За сучасних умов науково-технічна революція спричинила появу нового, поглибленого поділу праці — виготовлення окремих деталей складних виробів на різних заводах, між якими склалися взаємні торговельні відносини. У другій половині XX століття для багатьох підприємств стала характерна не спеціалізація на виготовленні одного виду продукції, а диверсифікація — виробництво декількох товарів.
Другою причиною появи товарного виробництва є господарське відокремлення виробників, кожен з яких займається виготовленням якогось певного товару. Такий вид організаційно-економічних відносин органічно доповнює суспільний поділ праці. Людина обирає якийсь вид роботи і перетворює його на самостійну діяльність. Це, звичайно, підсилює залежність цього товаровиробника від інших, спричиняє необхідність обмінюватися різнорідною продукцією та встановлювати господарські зв'язки за допомогою ринку. В цьому разі відпадає всякий позаекономічний примус до праці. Працівник сам відчуває потребу і матеріальну зацікавленість в тому, щоб збільшити і якісно поліпшити виготовлення корисних речей.
Господарське відокремлення виробників пов'язано з формами власності на засоби виробництва. Воно є найбільш простим і навіть абсолютним, коли товаровиробник — це приватний власник. Меншою мірою воно досягається, коли якесь майно дається в оренду — тимчасове володіння і користування. Тоді орендар набуває права тимчасово володіти і розпоряджатися чужим майном. Проте слід зазначити, що і приватна власність сама по собі не породжує товарно-ринкового господарства. Це помітно на прикладах рабовласницького та феодального суспільств, коли попри існування в обмежених масштабах товарного виробництва панівним у суспільстві залишається натуральне. Виробництво товарів не може нормально розвиватися в межах загальної спільної власності, яка ускладнює господарське відокремлення виробників корисних речей, їх вільну підприємницьку діяльність. Воно повністю паралізується, коли держава стає єдиним власником засобів і результатів виробництва.

## Види товарного виробництва
Зважаючи на ступінь розвитку відносин власності і організаційно-економічні відносини, можна виділити два види товарного виробництва: просте товарне виробництво та розширене (розвинуте) товарне виробництво. Історично першим було просте товарне господарство. Вже в давнину та за часів середньовіччя ним займалися селяни та ремісники, які використовували при виготовленні продуктів свою працю і порівняно прості знаряддя. Тоді через низьку продуктивність праці працівників сфера товарного виробництва і обігу була розвинута недостатньо і подекуди існувала поряд з натуральним виробництвом, яке посідало панівне положення в економіці.
Другим з'явилося розширене товарне виробництво, засвідчивши, таким чином, появу капіталістичної системи економіки, при якій настає кінець пануванню натурального, всі продукти перетворюються на товари. За розширеного товарного виробництва предметом купівлі-продажу стає і робоча сила людей. Розвинуте товарне виробництво швидко прогресує за умов класичного капіталізму в межах приватнокапіталістичного привласнення. В ХХ столітті розвиток товарного виробництва відбувався також за умов акціонерної, кооперативної та інших форм колективної власності.
Впродовж XVII—XIX століть розширене товарне виробництво поступово набуло загального характеру. Всі створені корисні предмети мали форму товару. Проте в другій половині XX століття під впливом науково-технічної революції і державного втручання в господарське життя в економіці країн Заходу відокремився нетоварний сектор. До нього увійшли виробництва тих продуктів і послуг, реалізація яких відбувається без допомоги ринку. Прикладами цих виробництв є фундаментальні наукові дослідження, безкоштовні види освіти та інших послуг, галузі військово-промислового комплексу і т.і. Роль неринкових форм національного багатства в суспільстві чимдалі зростає. Зрештою, сучасна економіка є змішаною в тому відношенні, що поєднує товарні — як провідні і визначальні — та нетоварні зв'язки (багатоукладність економіки).

### Просте і розширене товарне виробництво
Специфіка товарного виробництва насамперед пов'язана з існуванням різних його типів. По-перше, товарне виробництво поділяється на просте і підприємницьке (тобто розвинуте, розширене).
Просте товарне виробництво (Einfache Warenproduktion) ґрунтується на особистій праці власників засобів виробництва і є вихідною формою товарного виробництва. Воно невелике за своїм обсягом, характеризується безпосереднім і добровільним поєднанням виробника з засобами виробництва, відсутністю купівлі-продажу робочої сили як товару. В товарній формі виступають лише речові фактори виробництва та готова продукція.
Просте й підприємницьке товарне виробництво має як спільні риси, так і суттєві відмінності. Спільним є те, що вони існують за умови панування приватної власності на засоби виробництва, ринкової форми зв'язку між виробниками і споживачами, конкуренції між товаровиробниками тощо.
Відмінності полягають у тому, що при простому товарному виробництві виробник і власник засобів виробництва і продуктів праці — це одна особа, тоді як при підприємницькому виробництві виробник відокремлений від засобів виробництва і продуктів праці. В умовах простого товарного виробництва процес виробництва здійснюється на основі індивідуальної праці. Він спрямований на задоволення особистих потреб виробника та членів його сім'ї. Підприємницьке виробництво передбачає спільну працю найманих робітників заради прибутку власника господарства. Просте товарне виробництво засноване, як правило, на нескладній техніці, а підприємницьке — на великій машинній індустрії, автоматизованих системах тощо.
Просте товарне виробництво є характерним для країн, що розвиваються. В розвинутих країнах воно має залишковий характер і виступає у вигляді дрібного товарного господарства ремісників, фермерів, роздрібних торговців та ін. Останнє набуває все більше підприємницької спрямованості як дрібний бізнес, породжений вже існуючою економічною системою.

### Типи товарного виробництва щодо оновлюваності номенклатури товарів
Розрізняють ще два типи товарного виробництва: перший — із стабільною, другий — з безперервно оновлюваною номенклатурою товарів. Історія першого охоплює період від глибокої давнини до другої половини 20 століття. Історія другого типу розпочалась у другій половині XX століття. Так, машинобудівна промисловість Великої Британії протягом усього XIX століття використовувала в основному лише два матеріали — чавун і сталь, а текстильна виробляла лише чотири види тканин — бавовняні, вовняні, лляні, шовкові. У другій половині XX століття спостерігається безперервне поновлення номенклатури товарів. Наприклад, в електронній промисловості Японії це відбувається кожні 5-6 років.
Вклинившись до економічної системи, якій не властивий такий тип виробництва, товарне виробництво поступово розламує цю систему. Спроби зупинити його руйнівну силу супроводжуються соціальними катаклізмами і, врешті-решт, є безрезультатними.

## Характеристика товарного виробництва
Один з класиків політичної економії Адам Сміт високо оцінював значення поділу праці для зростання добробуту всіх одноосібних власників: «Кожен працівник може мати значну кількість продуктів своєї праці понад ту кількість, яка необхідна для задоволення його власних потреб; і оскільки всі інші працівники опиняються в такому самому становищі, він виявляється спроможним обміняти більшу кількість своїх продуктів на більшу кількість виготовлених ними продуктів…».
Таким чином, можна зробити висновок, що товарне господарство дає широкий простір загальному економічному закону поділу праці. Відповідно до цього закону економіка прогресує внаслідок дедалі якіснішої диференціації трудової діяльності. Зрештою виникає декілька форм поділу праці:
- міжнародний поділ праці (між країнами)
- загальний (між великими секторами національної економіки: промисловістю, сільським господарством тощо)
- особливий (поділ всередині секторів на окремі галузі і види виробництва)
- одиничне (всередині підприємств на окремі підрозділи).

## Значення товарного виробництва
Звичайно, одинична диференціація праці на підприємстві, пов'язана з незакінченим виготовленням якоїсь частини готового продукту, не може породжувати товарного обміну. Такий обмін виникає внаслідок інших видів поділу праці. Міжнародний поділ праці породжує зовнішню торгівлю, загальний та особливий — внутрішню торгівлю.
По-перше, товарне господарство являє собою відкриту систему організаційно-економічних відносин. За умов товарного виробництва працівники створюють корисні продукти не для власного споживання, а для продажу іншим людям. Весь обсяг новостворених речей за звичай виходить за межі кожної виробничої одиниці і надходить на ринок для задоволення попиту покупців.
По-друге, товарному господарству притаманні непрямі, опосередковані зв'язки між виробництвом і споживанням. Вони розвиваються за формулою: виробництво — обмін — споживання. Виготовлена продукція спочатку надходить на ринок для обміну на інші вироби чи на гроші й тільки потім потрапляє у сферу споживання. Ринок підтверджує (або не підтверджує) необхідність виготовлення даного виду продукції. Саме за допомогою ринкового обміну встановлюються економічні відносини між виробниками і споживачами товарів.
Для визначення механізму функціонування рушійних сил, що втілені в товарному виробництві, необхідно враховувати закон діалектики про суперечності як джерело і рушійну силу розвитку, який є ядром діалектики. В товарному виробництві такою суперечністю є суперечність, втілена в товарі, що становить основу суспільного багатства в елементарній формі. Це суперечність між конкретною та абстрактною працею. Двоїста, суперечлива природа праці, яка створює товар, є основою всіх інших, похідних суперечностей товару і виявляється передусім у суперечності між споживною вартістю та вартістю, а також між індивідуальним і суспільно необхідним часом, витраченим на виробництво товару. Суперечності, втілені в товарі, — це єдність протилежностей, тобто їх взаємодія. Постійне розв'язання і відтворення суперечностей товару є внутрішнім змістом розвитку виробництва, науково-технічного прогресу.
Отже, розвиток поділу праці, відкритість і ринковий характер господарських зв'язків зняли ті перешкоди для прогресу економіки, на які прирікало її натуральне господарство. Потенційні можливості протилежного йому товарного виробництва такі, що йому властивий закон розширеного відтворення.